# Gylfi Einarsson
Gylfi Einarsson (født 27. oktober 1978 i Reykjavík, Island) er en islandsk tidligere fodboldspiller (midtbane).
Einarsson spillede 24 kampe og scorede ét mål for det islandske landshold. Han debuterede for holdet i juli 2000 i en venskabskamp mod Malta.
På klubplan repræsenterede Einarsson Fylkir i hjemlandet, Lillestrøm og Brann i Norge samt engelske Leeds United.